# Madison megye (Idaho)
Madison megye az Amerikai Egyesült Államokban, azon belül Idaho államban található. Megyeszékhelye és legnagyobb városa Rexburg. Lakosainak száma 52 913 fő (2020. április 1.). Madison megye Fremont, Bonneville, Teton és Jefferson megyékkel határos.

## Népesség
A megye népességének változása:
| Lakosok száma | 37 596 | 37 892 | 37 650 | 37 450 | 38 273 | 52 913 |
|               | 2010   | 2011   | 2012   | 2013   | 2015   | 2020   |